# Convention de New York sur l'apatridie
Pour les articles homonymes, voir Convention de New York.
La Convention de New York relative au statut des apatrides a été adoptée le 28 septembre 1954, elle est entrée en vigueur le 6 juin 1960. Elle définit l'apatride comme « une personne qu'aucun État ne considère comme son ressortissant par application de sa législation ».

## Texte
Le texte de la convention a été rédigé en anglais, français et espagnol, chacune faisant foi. Les originaux sont déposés aux archives de l’Organisation des Nations-Unies, des copies certifiées conformes ont été remises à tous les états membres, ainsi qu’aux non-membres cités à l’article 35.
Les États signataires s'engagent à traiter les apatrides au moins comme les autres étrangers (art. 7-1), et comme leurs ressortissants en matière de religion (art. 4), d'accès à la justice (art. 16), à l'éducation primaire (art. 22), à l'assistance publique (art. 23), aux systèmes sociaux (art. 24) et de fiscalité (art. 29). Ils garantissent la possibilité de circulation des apatrides en leur délivrant des titres de voyage (art. 28).

## Ratification et application

### En Suisse
La convention est soumise à l’assemblée fédérale et acceptée le 27 avril 1972. La ratification est déposée le 3 juillet et elle entre en vigueur le 1er octobre 1972.